# NBA Live 2004
NBA Live 2004 è un videogioco sportivo pubblicato dall'Electronic Arts. Il gioco è la nona incarnazione della serie NBA Live, serie dedicata alla National Basketball Association, la massima divisione di Basket statunitense. L'atleta raffigurato in copertina per quest'edizione è Vince Carter.
La versione 2004 ha come caratteristiche principali una giocabilità a livelli molto alti, la grafica, soprattutto quella delle facce, che è stata ancora perfezionata rispetto alla versione del 2003 dato che i giocatori cambiano espressione in ogni fase del gioco e le colonne sonore, firmate da grossi nomi della musica rap come Sean Paul e il gruppo degli Outkast; da quest'anno si può vedere in video anche il titolo, l'album da cui è tratto e il cantante che lo esegue.
Il commento dato è soltanto in inglese mentre nelle versioni dal 99 al 2003 era in italiano con la voce di Guido Bagatta; i menù del gioco invece sono stati tradotti in italiano.

## Novità
La cosa che stupisce di più il giocatore è però l'innovativo sistema freestyle, un modo con cui tu, dopo molto allenamento, puoi controllare le finte e le giocate spettacolari di tutti i giocatori della NBA, anche quelli creati dall'utente.
Un'altra novità abbastanza strana è l'introduzione di un NBA store dove l'utente può comprare scarpe di diverse marche (Adidas, Nike e quelle di default della Reebok), divise storiche di squadre ormai sparite, fasce, calze e tutte le cose più strane che un giocatore di basket può indossare.

## Variazioni
La parte del tiro è variata molto; sono state eliminate le schiacciate che incominciavano già dall'area da tre mentre nel tiro libero è stato introdotto un innovativo sistema a "puntatore".

## Miglioramenti
Il pubblico, a differenza di molti altri titoli come FIFA o NFL, è partecipe e incoraggia la squadra ma la fischia anche se la prestazione offerta non è molto buona.
Ci sono 5 livelli di difficoltà molto diversi tra loro che permettono al giocatore di affrontare sfide sempre più difficili. La gestione delle partite è molto buona, infatti si può scegliere se fare un'amichevole, la stagione, solo i playoff o fare l'allenatore.
Essendo un gioco ufficiale sono presenti tutte le 30 squadre della NBA e in più ci sono le squadre classiche (All Star cinquanta, sessanta, settanta, ottanta, novanta e le rappresentative della Western e della Eastern). Durante la stagione c'è anche la possibilità di giocare a Los Angeles l'NBA All-Star Game 2004.